# Lannie Scott
Lannice „Lannie“ Scott (* 1908 in Louisville (Kentucky); † nach 1965) war ein US-amerikanischer Boogie-Woogie- und Jazzpianist und Komponist.

## Leben und Wirken
Scott begann seine Karriere als professioneller Musiker in Cleveland und Detroit; dort wurde Art Tatum auf ihn aufmerksam. In den 1930er-Jahren zog schließlich nach New York City. Er spielte in der Formation Washboard Serenaders und war in dieser Zeit Hauspianist im Nachtclub Paradise. Anschließend kehrte er wieder nach Cleveland zurück, wo er sich mit seinem Solorepertoire und dem Komponieren beschäftigte. 1942 begleitete er Billie Holiday bei einem 14-tägigen Engagement in der Stadt.
1946 nahm er mit einem eigenen Trio (mit John Levy und Denzil Best) sechs Titel auf, von denen 1946 unter eigenem Namen nur „Lannie’s Boogie Woogie“ und „Barrel House Boogie“ (Savoy 614) veröffentlicht wurden. Kurz danach spielte er mit Hot Lips Page („Birmingham Boogie“) und begleitete die Sängerin Laurel Watson („’Deed I Do“). Mit dem Jim Jam Trio entstanden 1947 Aufnahmen für das Label Sonora; dabei wurde neben dem „Ev’ry Day Blues“ (Harry Dial) auch seine Komposition „Jim Jam Boogie“ eingespielt. 1949 war er Pianist im Lucky Millinder Orchestra; außerdem trat er mit Gus Aiken, Wellman Braud, Freddie Moore und Ruby Smith auf dem WNYC Jazz Festival auf. Außerdem spielte er in dieser Zeit mit Jonah Jones, Brownie McGhee („Yellow Moon“), Laurel Watson und gehörte dem Bennie Smith Quartet mit der Sängerin Nellie Hill an. In den frühen 1960er-Jahren spielte er im Quartett von Red Allen (Mr. Allen, Prestige/Bluesville). Im Bereich des Jazz war er zwischen 1946 und 1965 an 15 Aufnahmesessions beteiligt. Seine Komposition „The Shout“ wurde später von Art Tatum gecovert.